# Marvin Gaye and His Girls
Marvin Gaye and His Girls kompilacijski je album koji sadrži snimke u duetu američkog soul glazbenik Marvin Gaye i njegovih raznih partnerica. Album izlazi u travnju 1969. godine, a objavljuje ga izdavačka kuća 'Tamla'.
Među pjevačaicam nalaze se Mary Wells (pjeva hit skladbe "Once Upon a Time" and "What's the Matter With You Baby"), Kim Weston ("What Good Am I Without You?" i "It Takes Two") i Tammi Terrell ("Your Precious Love" i "Good Lovin' Ain't Easy to Come By".
Album je izdan istovremeno s njegovim solo projektom pod nazivom M.P.G., na njegov trideseti rođendan.

## Popis pjesama
1. "Once Upon a Time" (Mary Wells) (2:30)
2. "What's the Matter With You Baby" (Wells) (2:25)
3. "It's Got to Be a Miracle (This Thing Called Love)" (Kim Weston) (3:25)
4. "It Takes Two" (Weston) (2:54)
5. "Your Precious Love" (Tammi Terrell) (2:59)
6. "Good Lovin' Ain't Easy to Come By" (Terrell) (2:27)
7. "Little Ole Boy, Little Ole Girl" (Terrell) (2:39)
8. "I Can't Help But Love You" (Weston) (2:42)
9. "What Good Am I Without You" (Weston) (2:45)
10. "I Want You 'Round" (Weston) (2:21)
11. "'Deed I Do" (Wells) (2:55)
12. "Together" (Wells) (2:43)

## Izvođači
- Prvi i prateći vokali - Marvin Gaye, Mary Wells, Kim Weston, Valerie Simpson i Tammi Terrell
- Prateći vokali - The Love Tones, The Originals, The Spinners i The Andantes
- Instrumenti - The Funk Brothers

## Vanjske poveznice
- Discogs.com - Marvin Gaye - Marvin Gaye And His Girls